# Coupe d'Europe de rugby à XV 2007-2008
Navigation
H-Cup 2006-2007 H-Cup 2008-2009
La treizième Coupe d'Europe de rugby à XV 2007-2008, appelée aussi Coupe Heineken selon le nom du sponsor de la compétition (ou H Cup en France pour des raisons liées à la loi Évin sur la publicité sur le tabac et les alcools), réunit des clubs irlandais, italiens, écossais, gallois, anglais et français.
Les formations s'affrontent dans une première phase de six poules de quatre clubs où la victoire rapporte quatre points, un nul deux points et une défaite rien. De plus, un point de bonus est accordé aux équipes marquant au moins quatre essais et/ou perdant par sept points au plus.
Les quarts de finale sont disputés sur un match éliminatoire par les six équipes arrivées en tête de leur poule, classées de 1 à 6, et les deux meilleures deuxièmes (départagées par le nombre de points, les essais marqués et la différence de points) classées 7 et 8. Les oppositions sont définies de la manière suivante : équipe 1 contre équipe 8, 2 contre 7, 3 - 6 et 4 - 5. La suite de la compétition se fait par élimination directe à chaque tour. Les équipes classées de 1 à 4 jouent à domicile.
L'édition 2007-2008 est dominée en poules et en quarts de finale par les clubs anglais : trois clubs atteignent les quarts et deux les demies. Malgré l'avantage de jouer ces demi-finales à domicile ou presque (dans des stades anglais), les deux représentants anglais sont battus par les deux poids-lourds de la compétition dont l'expérience a prévalu : la province du Munster et le Stade toulousain. En finale, l'enjeu prend un peu le pas sur le jeu. La machine irlandaise, parfaitement rodée dans un jeu reposant avant tout sur les avants, annihile le jeu de mouvement toulousain. La fin de match est décevante avec un jeu de cache ballon (succession de pick-and-go) des Irlandais pendant près de dix minutes pour conserver les trois points d'avance. Le Munster gagne son deuxième titre européen et prend par là-même la tête du nouveau classement européen.
En effet, l'ERC, organisatrice de la compétition, décide un peu à l'image du football, d'attribuer des points aux clubs en fonction de leur comportement dans les quatre dernières éditions des deux Coupes européennes. Le classement résultant permet de définir quatre chapeaux pour le tirage au sort des poules de l'année suivante. L'objectif est de gagner en homogénéité (par exemple pour éviter les "poules de la mort" telle celle incluant le Munster, Clermont, Leicester et Llanelli en 2007-2008) et favoriser le passage en quarts de finale des gros clubs et donc rendre les phases finales plus attrayantes. Avant la finale (qui donnait deux points au vainqueur), le Munster avait 29 points et Toulouse 28 points. Le vainqueur de la finale était ainsi assuré d'être classé meilleure équipe sur la période 2004-2008. Avec sa victoire, le Munster gagne ce titre honorifique.

## Première phase

### Notations
Signification des abréviations :
| - Pts : points de classement - J : matchs joués - V : nombre de victoires - N : nombre de matchs nuls | - D : nombre de défaites - EM : nombre d'essais marqués - EE : nombre d'essais encaissés - BO : points de bonus offensif | - BD : points de Bonus Défensif - PM : nombre de Points Marqués - PE : nombre de Points Encaissés - Δ : Différence de Points |

### Poule 1
| Équipe                | Pays           |
| --------------------- | -------------- |
| Benetton Trévise      | Italie         |
| London Irish          | Angleterre     |
| USA Perpignan         | France         |
| Newport Gwent Dragons | Pays de Galles |

| Équipe                | Pts | J | V | N | D | EM | EE | BO | BD | PM  | PE  | Δ    |
| --------------------- | --- | - | - | - | - | -- | -- | -- | -- | --- | --- | ---- |
| London Irish (2)      | 24  | 6 | 5 | 0 | 1 | 25 | 10 | 4  | 0  | 182 | 100 | +82  |
| USA Perpignan (7)     | 22  | 6 | 5 | 0 | 1 | 20 | 7  | 2  | 0  | 171 | 79  | +92  |
| Newport Gwent Dragons | 8   | 6 | 1 | 0 | 5 | 16 | 22 | 2  | 2  | 117 | 191 | -74  |
| Benetton Trévise      | 5   | 6 | 1 | 0 | 5 | 8  | 30 | 0  | 1  | 107 | 207 | -100 |

| Date        | Lieu                      | Équipe                | Score   | Adversaire            |
| ----------- | ------------------------- | --------------------- | ------- | --------------------- |
| 9 novembre  | Aimé-Giral, Perpignan     | USA Perpignan         | 23 - 19 | Newport Gwent Dragons |
| 10 novembre | Madejski Stadium, Londres | London Irish          | 42 - 9  | Benetton Trévise      |
| 17 novembre | Rodney Parade, Newport    | Newport Gwent Dragons | 17 - 45 | London Irish          |
| 17 novembre | Di Monigo, Trévise        | Benetton Trévise      | 17 - 29 | USA Perpignan         |
| 8 décembre  | Di Monigo, Trévise        | Benetton Trévise      | 33 - 35 | Newport Gwent Dragons |
| 9 décembre  | Madejski Stadium, Londres | London Irish          | 21 -16  | USA Perpignan         |
| 15 décembre | Aimé-Giral, Perpignan     | USA Perpignan         | 23 - 6  | London Irish          |
| 15 décembre | Rodney Parade, Newport    | Newport Gwent Dragons | 22 - 24 | Benetton Trévise      |
| 12 janvier  | Madejski Stadium, Londres | London Irish          | 41 - 24 | Newport Gwent Dragons |
| 12 janvier  | Aimé-Giral, Perpignan     | USA Perpignan         | 55 - 13 | Benetton Trévise      |
| 19 janvier  | Rodney Parade, Newport    | Newport Gwent Dragons | 0 - 25  | USA Perpignan         |
| 19 janvier  | Di Monigo, Trévise        | Benetton Trévise      | 11 - 24 | London Irish          |

### Poule 2
| Équipe              | Pays           |
| ------------------- | -------------- |
| Ospreys             | Pays de Galles |
| Gloucester Rugby    | Angleterre     |
| CS Bourgoin-Jallieu | France         |
| Ulster              | Irlande        |

| Équipe               | Pts | J | V | N | D | EM | EE | BO | BD | PM  | PE  | Δ   |
| -------------------- | --- | - | - | - | - | -- | -- | -- | -- | --- | --- | --- |
| Gloucester Rugby (3) | 24  | 6 | 5 | 0 | 1 | 24 | 13 | 4  | 0  | 184 | 119 | +65 |
| Ospreys (8)          | 21  | 6 | 5 | 0 | 1 | 16 | 9  | 1  | 0  | 164 | 102 | +62 |
| CS Bourgoin-Jallieu  | 8   | 6 | 1 | 0 | 5 | 12 | 19 | 1  | 3  | 118 | 174 | -56 |
| Ulster               | 5   | 6 | 1 | 0 | 5 | 13 | 24 | 0  | 1  | 102 | 173 | -71 |

| Date        | Lieu                           | Équipe              | Score   | Adversaire          |
| ----------- | ------------------------------ | ------------------- | ------- | ------------------- |
| 9 novembre  | Ravenhill, Belfast             | Ulster              | 14 - 32 | Gloucester Rugby    |
| 10 novembre | Liberty Stadium, Landore       | Ospreys             | 22 - 15 | CS Bourgoin-Jallieu |
| 16 novembre | Kingsholm, Gloucester          | Gloucester Rugby    | 26 - 18 | Ospreys             |
| 16 novembre | Pierre-Rajon, Bourgoin-Jallieu | CS Bourgoin-Jallieu | 24 - 17 | Ulster              |
| 7 décembre  | Liberty Stadium, Landore       | Ospreys             | 48 - 17 | Ulster              |
| 7 décembre  | Pierre-Rajon, Bourgoin-Jallieu | CS Bourgoin-Jallieu | 7 - 31  | Gloucester Rugby    |
| 14 décembre | Ravenhill, Belfast             | Ulster              | 8 - 16  | Ospreys             |
| 15 décembre | Kingsholm, Gloucester          | Gloucester Rugby    | 51 - 27 | CS Bourgoin-Jallieu |
| 11 janvier  | Ravenhill, Belfast             | Ulster              | 25 - 24 | CS Bourgoin-Jallieu |
| 12 janvier  | Liberty Stadium, Landore       | Ospreys             | 32 - 15 | Gloucester Rugby    |
| 20 janvier  | Kingsholm, Gloucester          | Gloucester Rugby    | 29 - 21 | Ulster              |
| 20 janvier  | Pierre-Rajon, Bourgoin-Jallieu | CS Bourgoin-Jallieu | 21 - 28 | Ospreys             |

### Poule 3
| Équipe               | Pays           |
| -------------------- | -------------- |
| Stade français Paris | France         |
| Bristol Rugby        | Angleterre     |
| Cardiff Blues        | Pays de Galles |
| Harlequins           | Angleterre     |

| Équipe               | Pts | J | V | N | D | EM | EE | BO | BD | PM  | PE  | Δ   |
| -------------------- | --- | - | - | - | - | -- | -- | -- | -- | --- | --- | --- |
| Cardiff Blues (5)    | 20  | 6 | 4 | 1 | 1 | 12 | 7  | 1  | 1  | 124 | 76  | +48 |
| Stade français Paris | 18  | 6 | 4 | 0 | 2 | 12 | 8  | 2  | 0  | 120 | 92  | +28 |
| Bristol Rugby        | 12  | 6 | 3 | 0 | 3 | 10 | 9  | 0  | 0  | 83  | 80  | +3  |
| Harlequins           | 2   | 6 | 0 | 1 | 5 | 7  | 17 | 0  | 0  | 62  | 141 | -79 |

| Date        | Lieu                      | Équipe               | Score   | Adversaire           |
| ----------- | ------------------------- | -------------------- | ------- | -------------------- |
| 10 novembre | Jean-Bouin, Paris         | Stade français Paris | 37 - 17 | Harlequins           |
| 11 novembre | Arms Park, Cardiff        | Cardiff Blues        | 34 - 18 | Bristol Rugby        |
| 17 novembre | Twickenham Stoop, Londres | Harlequins           | 13 - 13 | Cardiff Blues        |
| 18 novembre | Memorial Ground, Bristol  | Bristol Rugby        | 17 - 0  | Stade français Paris |
| 8 décembre  | Twickenham Stoop, Londres | Harlequins           | 3 - 17  | Bristol Rugby        |
| 9 décembre  | Jean-Bouin, Paris         | Stade français Paris | 12 - 6  | Cardiff Blues        |
| 15 décembre | Arms Park, Cardiff        | Cardiff Blues        | 31 - 21 | Stade français Paris |
| 16 décembre | Memorial Ground, Bristol  | Bristol Rugby        | 20 - 7  | Harlequins           |
| 11 janvier  | Jean-Bouin, Paris         | Stade français Paris | 19 - 11 | Bristol Rugby        |
| 11 janvier  | Arms Park, Cardiff        | Cardiff Blues        | 23 - 12 | Harlequins           |
| 20 janvier  | Memorial Ground, Bristol  | Bristol Rugby        | 0 - 17  | Cardiff Blues        |
| 20 janvier  | Twickenham Stoop, Londres | Harlequins           | 10 - 31 | Stade français Paris |

### Poule 4
| Équipe             | Pays       |
| ------------------ | ---------- |
| Glasgow Warriors   | Écosse     |
| Saracens           | Angleterre |
| Biarritz olympique | France     |
| Rugby Viadana      | Italie     |

| Équipe             | Pts | J | V | N | D | EM | EE | BO | BD | PM  | PE  | Δ    |
| ------------------ | --- | - | - | - | - | -- | -- | -- | -- | --- | --- | ---- |
| Saracens (1)       | 24  | 6 | 5 | 0 | 1 | 27 | 11 | 3  | 1  | 225 | 119 | +106 |
| Biarritz olympique | 18  | 6 | 4 | 0 | 2 | 9  | 11 | 1  | 1  | 109 | 116 | -7   |
| Glasgow Warriors   | 16  | 6 | 3 | 0 | 3 | 12 | 14 | 1  | 3  | 130 | 127 | +3   |
| Rugby Viadana      | 3   | 6 | 0 | 0 | 6 | 13 | 25 | 2  | 1  | 106 | 208 | -102 |

| Date        | Lieu                      | Équipe             | Score   | Adversaire         |
| ----------- | ------------------------- | ------------------ | ------- | ------------------ |
| 10 novembre | Luigi Zaffanella, Viadana | Rugby Viadana      | 11 - 19 | Biarritz olympique |
| 11 novembre | Vicarage Road, Watford    | Saracens           | 33 - 31 | Glasgow Warriors   |
| 16 novembre | Firhill Stadium, Glasgow  | Glasgow Warriors   | 41 - 31 | Rugby Viadana      |
| 17 novembre | Aguiléra, Biarritz        | Biarritz olympique | 22 - 21 | Saracens           |
| 8 décembre  | Vicarage Road, Watford    | Saracens           | 71 - 7  | Rugby Viadana      |
| 9 décembre  | Firhill Stadium, Glasgow  | Glasgow Warriors   | 9 - 6   | Biarritz olympique |
| 14 décembre | Aguiléra, Biarritz        | Biarritz olympique | 21 - 14 | Glasgow Warriors   |
| 15 décembre | Luigi Zaffanella, Viadana | Rugby Viadana      | 26 - 34 | Saracens           |
| 12 janvier  | Luigi Zaffanella, Viadana | Rugby Viadana      | 15 - 18 | Glasgow Warriors   |
| 12 janvier  | Vicarage Road, Watford    | Saracens           | 45 - 16 | Biarritz olympique |
| 18 janvier  | Firhill Stadium, Glasgow  | Glasgow Warriors   | 17 - 21 | Saracens           |
| 18 janvier  | Aguiléra, Biarritz        | Biarritz olympique | 25 - 16 | Rugby Viadana      |

### Poule 5
| Équipe            | Pays           |
| ----------------- | -------------- |
| London Wasps      | Angleterre     |
| ASM Clermont      | France         |
| Llanelli Scarlets | Pays de Galles |
| Munster           | Irlande        |

| Équipe            | Pts | J | V | N | D | EM | EE | BO | BD | PM  | PE  | Δ    |
| ----------------- | --- | - | - | - | - | -- | -- | -- | -- | --- | --- | ---- |
| Munster (6)       | 19  | 6 | 4 | 0 | 2 | 13 | 7  | 1  | 2  | 148 | 95  | +53  |
| ASM Clermont      | 19  | 6 | 4 | 0 | 2 | 22 | 15 | 2  | 1  | 189 | 128 | +61  |
| London Wasps      | 18  | 6 | 4 | 0 | 2 | 19 | 12 | 2  | 0  | 152 | 127 | +25  |
| Llanelli Scarlets | 0   | 6 | 0 | 0 | 6 | 8  | 28 | 0  | 0  | 74  | 213 | -139 |

| Date        | Lieu                              | Équipe            | Score   | Adversaire        |
| ----------- | --------------------------------- | ----------------- | ------- | ----------------- |
| 10 novembre | Adams Park, High Wycombe          | London Wasps      | 24 - 23 | Munster           |
| 11 novembre | Marcel-Michelin, Clermont-Ferrand | ASM Clermont      | 48 - 21 | Llanelli Scarlets |
| 17 novembre | Stradey Park, Llanelli            | Llanelli Scarlets | 17 - 33 | London Wasps      |
| 18 novembre | Thomond Park, Limerick            | Munster           | 36 - 13 | ASM Clermont      |
| 8 décembre  | Marcel-Michelin, Clermont-Ferrand | ASM Clermont      | 37 - 27 | London Wasps      |
| 8 décembre  | Stradey Park, Llanelli            | Llanelli Scarlets | 16 - 29 | Munster           |
| 15 décembre | Adams Park, High Wycombe          | London Wasps      | 25 - 24 | ASM Clermont      |
| 16 décembre | Thomond Park, Limerick            | Munster           | 22 - 13 | Llanelli Scarlets |
| 13 janvier  | Adams Park, High Wycombe          | London Wasps      | 40 - 7  | Llanelli Scarlets |
| 13 janvier  | Marcel-Michelin, Clermont-Ferrand | ASM Clermont      | 26 - 19 | Munster           |
| 19 janvier  | Stradey Park, Llanelli            | Llanelli Scarlets | 0 - 41  | ASM Clermont      |
| 19 janvier  | Thomond Park, Limerick            | Munster           | 19 - 3  | London Wasps      |

Le Munster s'impose en tête de la Poule 5 en remportant son face-à-face contre Clermont : six points marqués par le Munster lors des deux rencontres, contre quatre pour Clermont.

### Poule 6
| Équipe           | Pays       |
| ---------------- | ---------- |
| Leinster         | Irlande    |
| Leicester Tigers | Angleterre |
| Stade toulousain | France     |
| Edinburgh Rugby  | Écosse     |

| Équipe               | Pts | J | V | N | D | EM | EE | BO | BD | PM  | PE  | Δ   |
| -------------------- | --- | - | - | - | - | -- | -- | -- | -- | --- | --- | --- |
| Stade toulousain (4) | 20  | 6 | 4 | 0 | 2 | 13 | 7  | 2  | 2  | 130 | 76  | +54 |
| Leicester Tigers     | 14  | 6 | 3 | 0 | 3 | 10 | 5  | 1  | 1  | 110 | 79  | +31 |
| Leinster             | 12  | 6 | 3 | 0 | 3 | 7  | 11 | 0  | 0  | 95  | 123 | -28 |
| Edinburgh Rugby      | 9   | 6 | 2 | 0 | 4 | 8  | 15 | 0  | 1  | 85  | 142 | -57 |

| Date        | Lieu                    | Équipe           | Score   | Adversaire       |
| ----------- | ----------------------- | ---------------- | ------- | ---------------- |
| 10 novembre | RDS, Dublin             | Leinster         | 22 - 9  | Leicester Tigers |
| 10 novembre | Murrayfield, Édimbourg  | Edinburgh Rugby  | 15 - 19 | Stade toulousain |
| 17 novembre | Welford Road, Leicester | Leicester Tigers | 39 - 0  | Edinburgh Rugby  |
| 18 novembre | Ernest-Wallon, Toulouse | Stade toulousain | 33 - 6  | Leinster         |
| 7 décembre  | RDS, Dublin             | Leinster         | 28 - 14 | Edinburgh Rugby  |
| 8 décembre  | Welford Road, Leicester | Leicester Tigers | 14 - 9  | Stade toulousain |
| 15 décembre | Murrayfield, Édimbourg  | Edinburgh Rugby  | 29 - 10 | Leinster         |
| 16 décembre | Stadium, Toulouse       | Stade toulousain | 22 - 11 | Leicester Tigers |
| 12 janvier  | RDS, Dublin             | Leinster         | 20 - 13 | Stade toulousain |
| 12 janvier  | Murrayfield, Édimbourg  | Edinburgh Rugby  | 17 - 12 | Leicester Tigers |
| 19 janvier  | Welford Road, Leicester | Leicester Tigers | 25 - 9  | Leinster         |
| 19 janvier  | Ernest-Wallon, Toulouse | Stade toulousain | 34 - 10 | Edinburgh Rugby  |

## Phases finales
Les six premières équipes et les deux meilleures deuxièmes sont qualifiées pour les quarts de finale. Elles sont classées de 1 à 8 pour obtenir le tableau des quarts de finale :
| Rang | Club                     | Pts | EM |
| 1    | Saracens                 | 24  | 27 |
| 2    | London Irish             | 24  | 25 |
| 3    | Gloucester Rugby         | 24  | 24 |
| 4    | Stade toulousain         | 20  | 13 |
| 5    | Cardiff Blues            | 20  | 12 |
| 6    | Munster                  | 19  | 13 |
| 7    | USA Perpignan (deuxième) | 22  | 20 |
| 8    | Ospreys (deuxième)       | 21  | 16 |

### Quarts de finale
| Date    | Lieu                     | Équipe           | Score   | Adversaire    |
| ------- | ------------------------ | ---------------- | ------- | ------------- |
| 5 avril | Madejski Stadium Reading | London Irish     | 20 - 9  | USA Perpignan |
| 5 avril | Kingsholm, Gloucester    | Gloucester Rugby | 3 - 16  | Munster       |
| 6 avril | Vicarage Road, Watford   | Saracens         | 19 - 10 | Ospreys       |
| 6 avril | Stadium, Toulouse        | Stade toulousain | 41 - 17 | Cardiff Blues |

### Demi-finales
| Date     | Lieu                         | Équipe       | Score   | Adversaire       |
| -------- | ---------------------------- | ------------ | ------- | ---------------- |
| 26 avril | Stade de Twickenham, Londres | London Irish | 15 - 21 | Stade toulousain |
| 27 avril | Ricoh Arena, Coventry        | Saracens     | 16 - 18 | Munster          |

### Finale
| Équipes                 | Munster - Stade toulousain |
| Score                   | 16 - 13 (mt 10 - 6) |
| Date                    | 24 mai 2008 |
| Stade                   | Millennium Stadium, Cardiff |
| Spectateurs             | 74 417 |
| Arbitre                 | Nigel Owens Pays de Galles |
| Composition des équipes | |
| Munster                 | Titulaires : 15 Denis Hurley, 14 Doug Howlett, 13 Lifeimi Mafi, 12 Rua Tipoki, 11 Ian Dowling, 10 Ronan O'Gara, 9 Tomas O'Leary, 8 Denis Leamy, 7 David Wallace, 6 Alan Quinlan, 5 Paul O'Connell (cap) puis Mick O'Driscoll (entre la 58e et la 60e), 4 Donncha O'Callaghan, 3 John Hayes, 2 Jerry Flannery, 1 Marcus Horan puis Tony Buckley (entre la 64e et la 74e). Remplaçants : 16 Frankie Sheahan, 17 Tony Buckley, 18 Mick O'Driscoll, 19 Donnacha Ryan, 20 Peter Stringer, 21 Paul Warwick, 22 Keith Earls. |
| Stade toulousain        | Titulaires : 15 Cédric Heymans, 14 Maxime Médard, 13 Maleli Kunavore, 12 Yannick Jauzion, 11 Yves Donguy puis Manu Ahotaeiloa (73e), 10 Jean-Baptiste Élissalde, 9 Byron Kelleher, 8 Shaun Sowerby, 7 Thierry Dusautoir puis Yannick Nyanga (39e), 6 Jean Bouilhou puis Grégory Lamboley (62e), 5 Patricio Albacete puis Romain Millo-Chluski (62e), 4 Fabien Pelous (cap), 3 Salvatore Perugini puis Jean-Baptiste Poux (56e), 2 William Servat, 1 Daan Human. Remplaçants : 16 Alberto Vernet Basualdo, 17 Jean-Baptiste Poux, 18 Romain Millo-Chluski, 19 Yannick Nyanga, 20 Florian Fritz, 21 Manu Ahotaeiloa, 22 Grégory Lamboley. |
| Points marqués          | |
| Munster                 | 1 essai de Denis Leamy (33e), 1 transformation de Ronan O'Gara (33e), 3 pénalités de Ronan O'Gara (36e, 51e, 64e) |
| Stade toulousain        | 1 essai de Yves Donguy (54e), 1 transformation de Jean-Baptiste Élissalde (55e), 1 drop de Jean-Baptiste Élissalde (9e), 1 pénalité de Jean-Baptiste Élissalde (40e) |
| Évolution du score      | 0-3, 7-3, 10-3, 10-6, mt, 13-6, 13-13, 16-13 |

## Statistiques

### Équipes

#### Attaques
| Rang | Équipe           | Points |
| ---- | ---------------- | ------ |
| 1    | Saracens         | 225    |
| 2    | ASM Clermont     | 189    |
| 3    | Gloucester Rugby | 184    |
| 4    | London Irish     | 182    |
| 5    | USA Perpignan    | 171    |
| 6    | Ospreys          | 164    |
| 7    | London Wasps     | 152    |
| 8    | Munster          | 148    |
| 9    | Stade toulousain | 130    |
| 9    | Glasgow Warriors | 130    |

| Rang | Équipe                | Essais |
| ---- | --------------------- | ------ |
| 1    | Saracens              | 27     |
| 2    | London Irish          | 25     |
| 3    | Gloucester Rugby      | 24     |
| 4    | ASM Clermont          | 22     |
| 5    | USA Perpignan         | 20     |
| 6    | London Wasps          | 19     |
| 7    | Newport Gwent Dragons | 16     |
| 7    | Ospreys               | 16     |
| 9    | Stade toulousain      | 13     |
| 9    | Munster               | 13     |

#### Défenses
| Rang | Équipe               | Points |
| ---- | -------------------- | ------ |
| 1    | Cardiff Blues        | 76     |
| 1    | Stade toulousain     | 76     |
| 3    | Leicester Tigers     | 79     |
| 3    | USA Perpignan        | 79     |
| 5    | Bristol Rugby        | 80     |
| 6    | Stade français Paris | 92     |
| 7    | Munster              | 95     |
| 8    | London Irish         | 100    |
| 9    | Ospreys              | 102    |
| 10   | Biarritz olympique   | 116    |

| Rang | Équipe               | Essais |
| ---- | -------------------- | ------ |
| 1    | Leicester Tigers     | 5      |
| 2    | Cardiff Blues        | 7      |
| 2    | Stade toulousain     | 7      |
| 2    | Munster              | 7      |
| 2    | USA Perpignan        | 7      |
| 6    | Stade français Paris | 8      |
| 7    | Bristol Rugby        | 9      |
| 7    | Ospreys              | 9      |
| 9    | London Irish         | 10     |
| 10   | Biarritz olympique   | 11     |

### Individualités

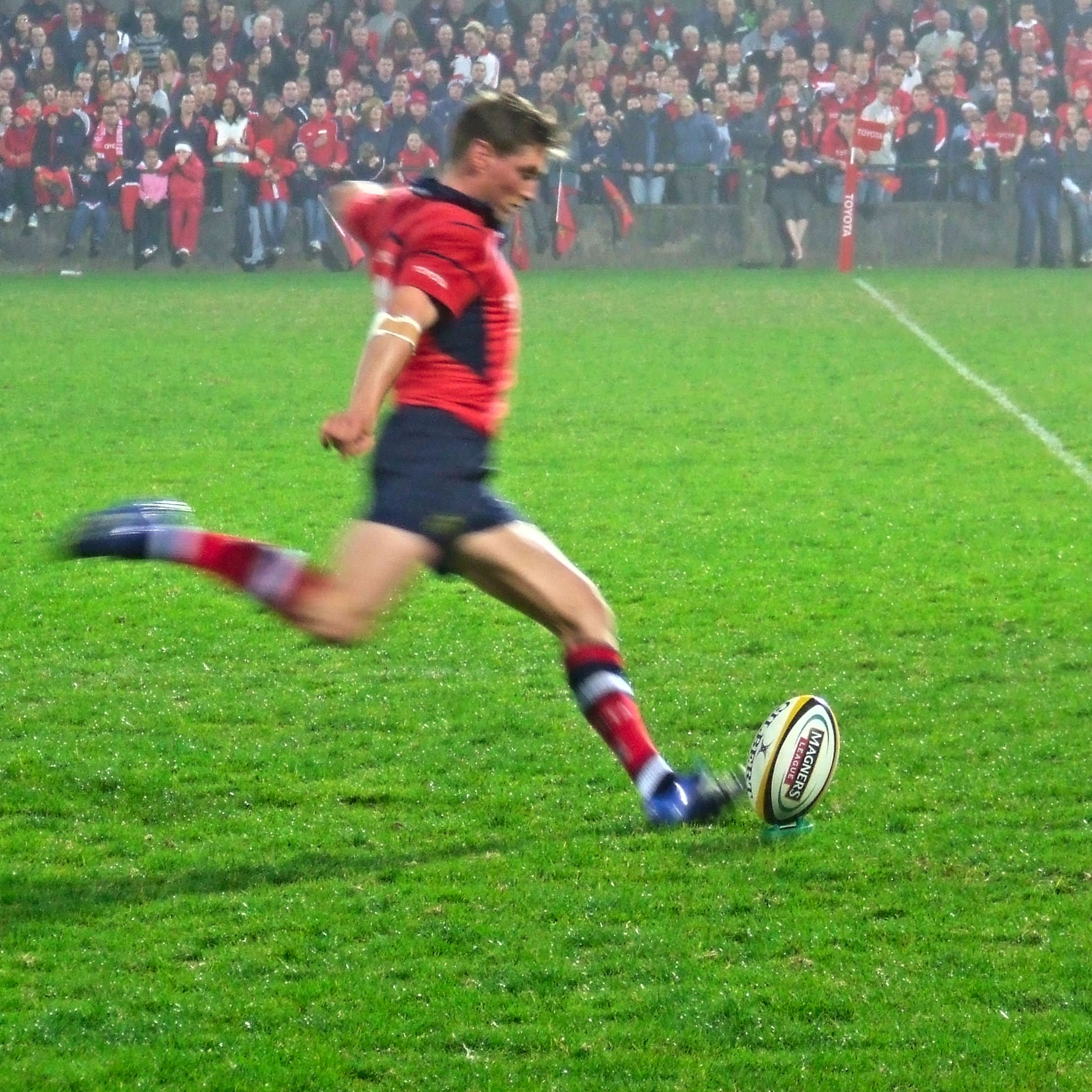
Ronan O'Gara (Munster)
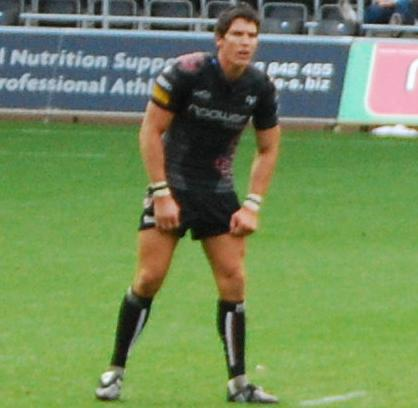
James Hook (Ospreys)
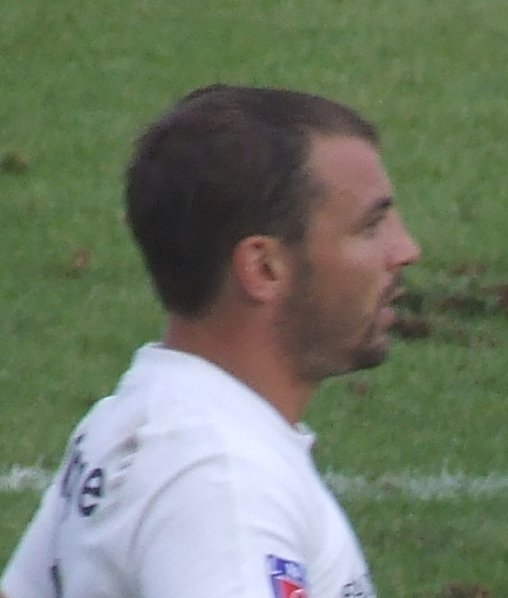
Jean-Baptiste Elissalde (Toulouse)
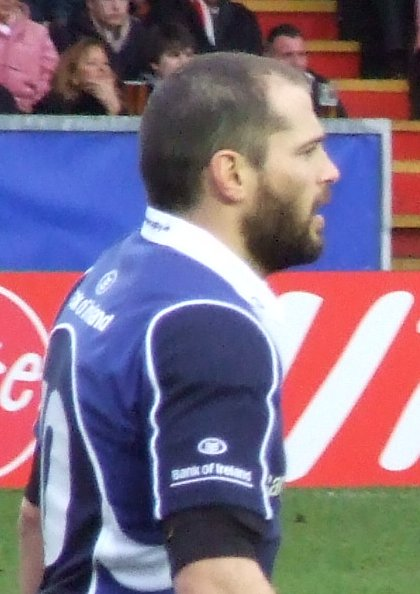
Felipe Contepomi (Leinster)
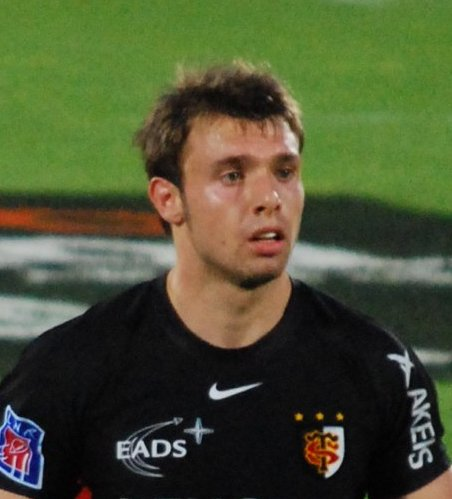
Vincent Clerc (Stade toulousain)
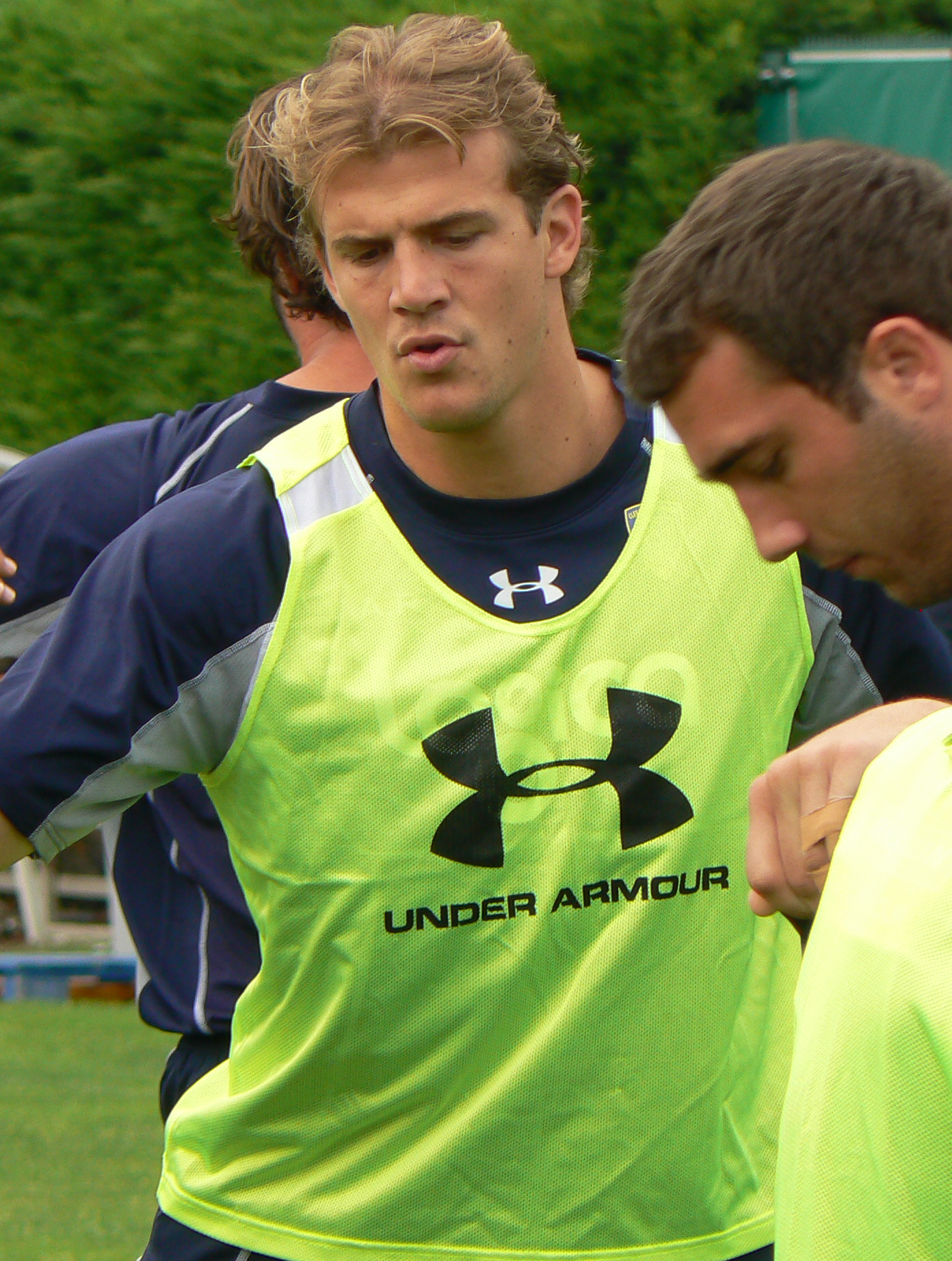
Aurélien Rougerie (ASM Clermont)
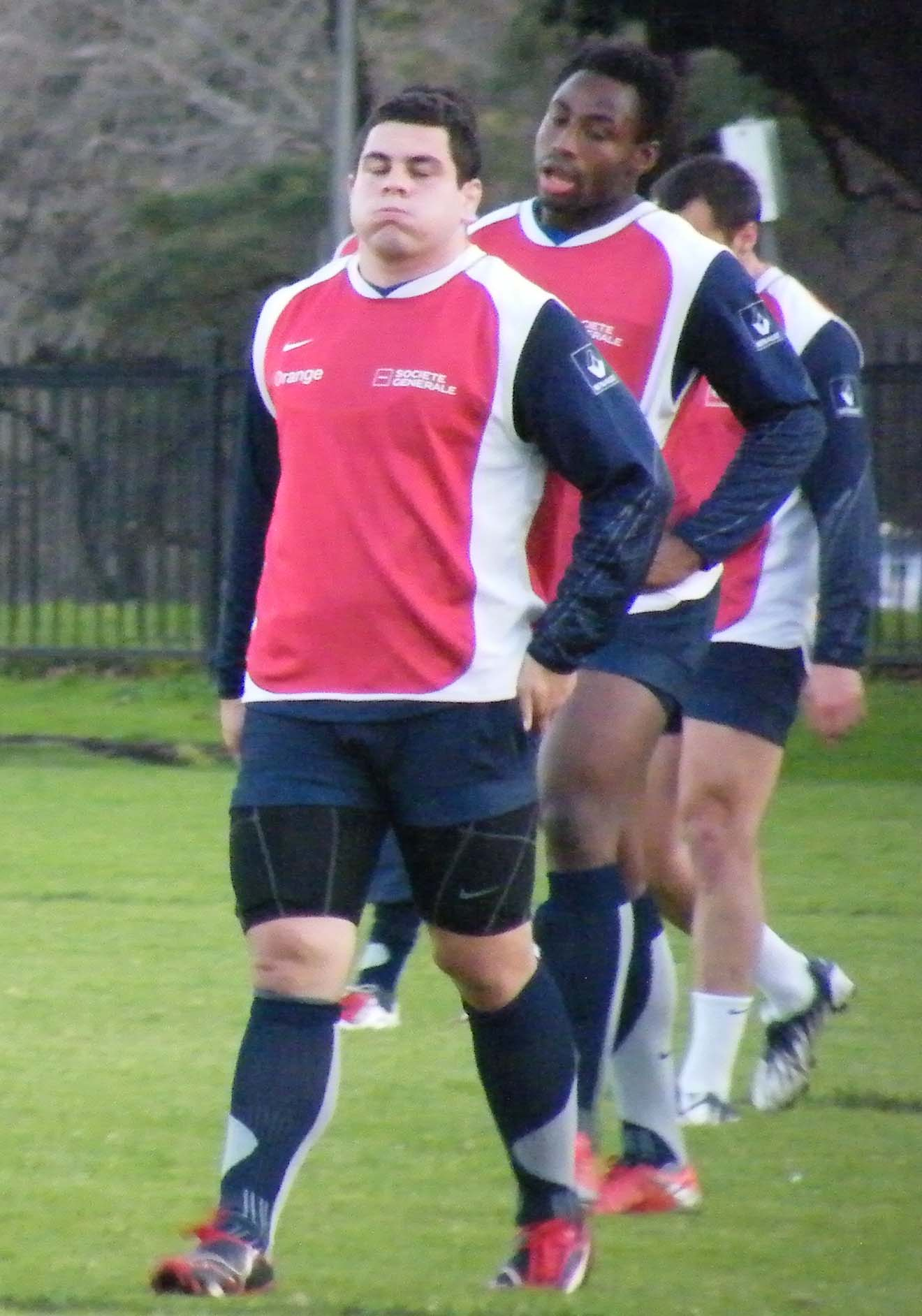
Guilhem Guirado (USAP)
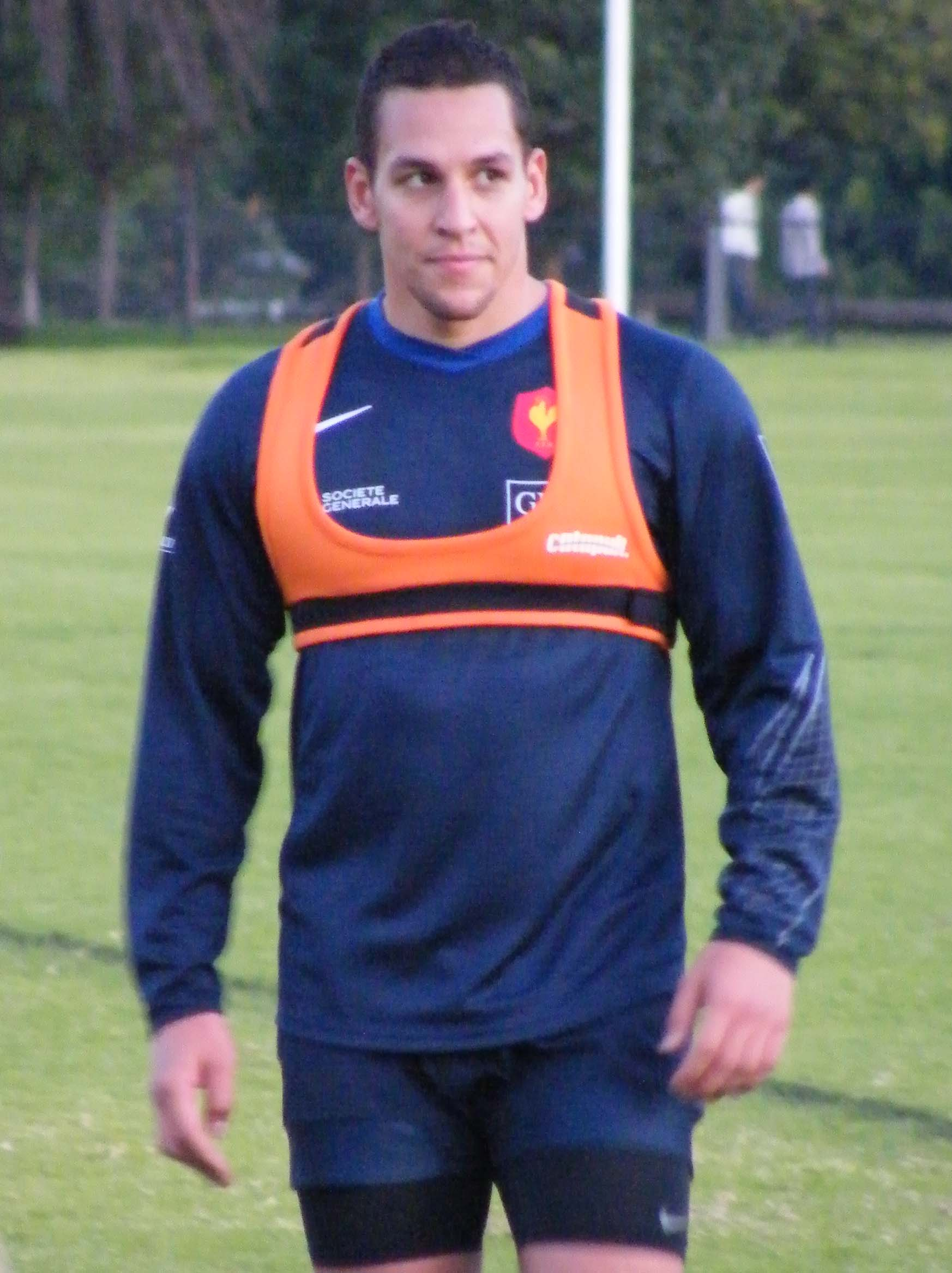
Julien Arias (Stade Français)

| Rang | Joueur                  | Équipe           | Points |
| ---- | ----------------------- | ---------------- | ------ |
| 1    | Glen Jackson            | Saracens         | 123    |
| 2    | Ronan O'Gara            | Munster          | 113    |
| 3    | Peter Hewat             | London Irish     | 95     |
| 4    | James Hook              | Ospreys          | 89     |
| 5    | Ryan Lamb               | Gloucester Rugby | 76     |
| 6    | Dan Parks               | Glasgow Warriors | 75     |
| 7    | Jean-Baptiste Élissalde | Stade toulousain | 70     |
| -    | Brock James             | ASM Clermont     | 70     |
| 9    | Marius Goosen           | Benetton Trévise | 67     |
| 10   | Felipe Contepomi        | Leinster         | 65     |

| Rang | Joueur            | Équipe               | Essais |
| ---- | ----------------- | -------------------- | ------ |
| 1    | Vincent Clerc     | Stade toulousain     | 5      |
| 1    | Richard Haughton  | Saracens             | 5      |
| 1    | Kameli Ratuvou    | Saracens             | 5      |
| 1    | Aurélien Rougerie | ASM Clermont         | 5      |
| 5    | Jaco Erasmus      | Rugby Viadana        | 4      |
| 5    | Guilhem Guirado   | USA Perpignan        | 4      |
| 5    | Peter Hewat       | London Irish         | 4      |
| 5    | Ryan Lamb         | Gloucester Rugby     | 4      |
| 5    | Tomás de Vedia    | London Irish         | 4      |
| 10   | Julien Arias      | Stade français Paris | 3      |